# Adolfo Rosquellas
Adolfo Leopoldo Rosquellas (Buenos Aires, 14 de enero de 1900 – Nueva York, 20 de noviembre de 1964), fue un compositor y director de orquesta argentino dedicado al género del tango.

## Actividad profesional
Nació en el seno de una familia adinerada y comenzó a estudiar abogacía. Aficionado al baile de tango, también estudió música. Cuando en 1919 hizo el servicio militar obligatorio tuvo como compañeros en los cuarteles del barrio de Palermo a dos músicos que se destacaron luego: Peregrino Paulos, autor de Inspiración y  José López Ares, creador del tango Patadura. En la década de 1920 editó en sociedad con el dibujante Lino Palacio, la revista El Cuco, que tenía una tirada muy irregular y esporádica, y luego dejó de aparecer.
Mientras realizaba para esparcimiento un viaje  por Europa y Estados Unidos, su familia perdió la fortuna y recurrió a la música como medio de vida. En 1926 viajó a Francia y, al año siguiente, a Estados Unidos, donde con la ayuda de Juan Carlos Cobián que por entonces vivía en ese país, formó una orquesta con la que debutó  en el famoso Embassy Club, de Nueva York y actuó luego en películas así como en las principales ciudades norteamericanas y en Montecarlo, Principado de Mónaco.
Se radicó en forma definitiva en los Estados Unidos y con su Orquesta Pancho hizo gran número de grabaciones tanto de música local como en otros géneros, incluido el tango. En 1942, al entrar Estados Unidos en la Segunda Guerra Mundial, se incorporó a las fuerzas armadas de ese país.
Rosquellas falleció en Nueva York el 20 de noviembre de 1964.

## Labor como compositor
Su primera composición fue el tango Pura clase, hecho en 1919 cuando todavía no era músico profesional, en 1921 tuvo éxito con Cap Polonio,  que con letra de Juan Andrés Caruso grabó Ignacio Corsini; también fue autor, entre otros, de los tangos Acordate, Che qué chica, Marquesita, La rica  y Una pena, grabado por Carlos Gardel, a quien estuvo a punto de acompañar en la gira que terminó en el accidente aéreo en que perdió la vida.
El filme alemán Der Eintänzer (1978) incluyó música de Adolfo Rosquellas.

## El tango Cap Polonio
La versión que circula es que siendo pasajero del transatlántico Cap Polonio, Adolfo Rosquellas oyó a una señorita tocar varias veces en el piano la zamba La López Pereyra, considerada como el “himno de Salta”, y utilizó su melodía para la segunda parte de un tango que bautizó Cap Polonio.Sagárnaga, Daniel (11 de octubre de 2015). «Revelaciones en torno de "La López Pereyra"». El Tribuno. Consultado el 28 de julio de 2017.</ref>

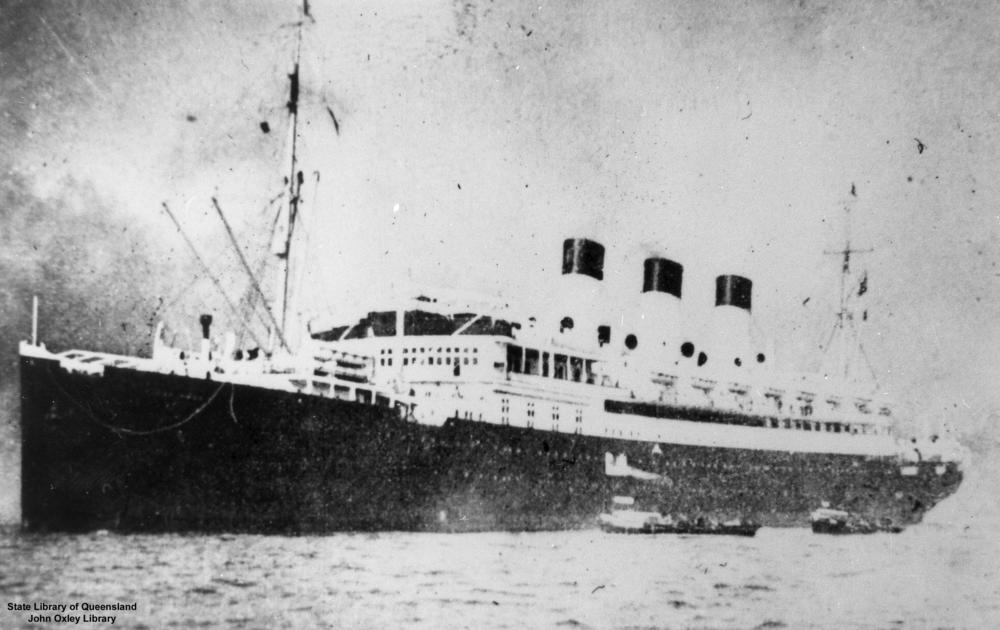
El barco Cap Polonio

## Grabaciones
Entre las grabaciones depiezas de autoría de Adolfo Rosquellas se encuentran:
- Una pena, con letra de Arturo Albert en la voz de Teofilo Ibañez con la orquesta de Rodolfo Biagi, el 2 de diciembre de 1938.
- Pura clase, con la orquesta de Rodolfo Biagi, el 13 de julio de 1939
- Una pena, con letra de Arturo Albert por la orquesta de Ángel D’Agostino con la voz de Ángel Vargas el 5 de noviembre de 1941.
- Una pena, con letra de Arturo Albert por Miguel Montero  con la orquesta de Francisco Lomuto el 2 de noviembre de 1941.
- Pura clase, con la orquesta de Armando Pontier el 18 de enero de 1956.